# Marie Pillet
Marie Thérèse Anna Pillet, född 20 juli 1941 i Ville-la-Grand, Auvergne-Rhône-Alpes, död 13 februari 2009 i Paris, var en fransk skådespelerska.

## Roller i urval
- 1977 – Har du sett på fan!
- 1977 – Hatet, hotet och hämnden
- 1979 – Supergendarmen
- 1979 – Utbrytningen
- 1981 – Le Maître d'école
- 1987 – Tandem
- 1993 – Maigret (TV-serie)
- 1996 – Löjets skimmer
- 2004 – Bara en dag
- 2006 – Min bäste vän
- 2007 – 2 dagar i Paris